# Salles (Tarn)
Pour les articles homonymes, voir Salles.
Salles (en occitan Salas) est une commune française située dans le nord du département du Tarn, en région Occitanie. Sur le plan historique et culturel, la commune est dans le Ségala, un territoire s'étendant sur les départements du Tarn et de l'Aveyron, constitué de longs plateaux schisteux, morcelés d'étroites vallées.
Exposée à un climat océanique altéré, elle est drainée par le Cérou, la Zère et par divers autres petits cours d'eau.
Salles est une commune rurale qui compte 196 habitants en 2022, après avoir connu un pic de population de 540 habitants en 1876. Ses habitants sont appelés les Sallois ou  Salloises.

## Géographie

### Communes limitrophes
Les communes limitrophes sont  Le Ségur, Livers-Cazelles, Monestiés, Saint-Marcel-Campes et Virac.
|                     | Le Ségur |           |
| Saint-Marcel-Campes | Salles   | Monestiés |
| Livers-Cazelles     | Virac    |           |

### Hydrographie
La commune est dans le bassin de la Garonne, au sein du bassin hydrographique Adour-Garonne. Elle est drainée par le Cérou, la Zère, le ruisseau d'Arnabal, le ruisseau de Lizert et le ruisseau de Magot, qui constituent un réseau hydrographique de 7 km de longueur totale,.
Le Cérou, d'une longueur totale de 87,1 km, prend sa source dans la commune de Saint-Jean-Delnous et s'écoule d'est en ouest. Il traverse la commune et se jette dans l'Aveyron à Varen, après avoir traversé 23 communes.

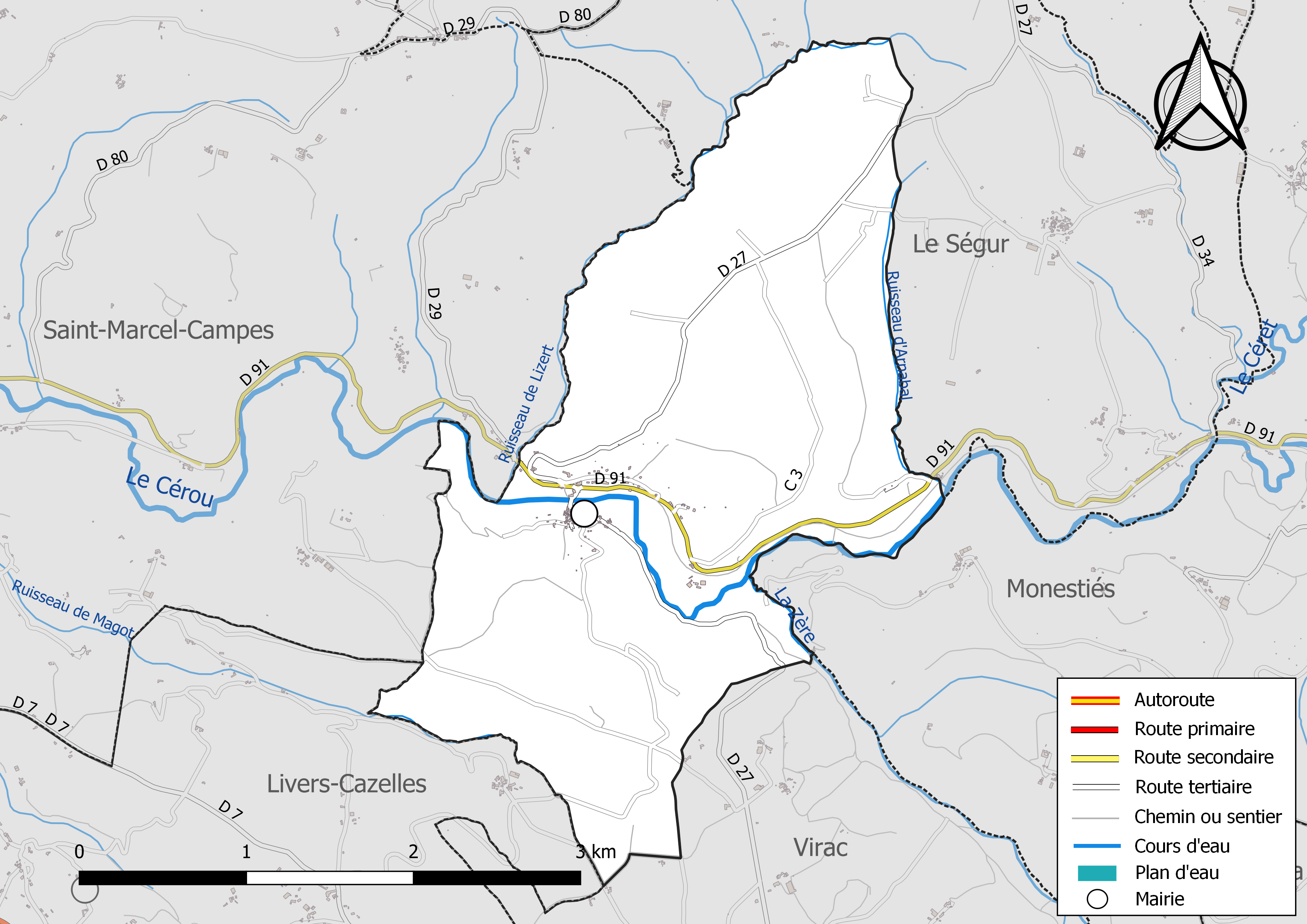
Réseaux hydrographique et routier de Salles.

### Climat
Pour des articles plus généraux, voir Climat de l'Occitanie et Climat du Tarn.
En 2010, le climat de la commune est de type climat du Bassin du Sud-Ouest, selon une étude du Centre national de la recherche scientifique s'appuyant sur une série de données couvrant la période 1971-2000. En 2020, Météo-France publie une typologie des climats de la France métropolitaine dans laquelle la commune est exposée à un climat océanique altéré et est dans une zone de transition entre les régions climatiques « Aquitaine, Gascogne » et « Sud-est du Massif Central ».
Pour la période 1971-2000, la température annuelle moyenne est de 13,2 °C, avec une amplitude thermique annuelle de 16 °C. Le cumul annuel moyen de précipitations est de 854 mm, avec 10,3 jours de précipitations en janvier et 5,8 jours en juillet. Pour la période 1991-2020, la température moyenne annuelle observée sur la station météorologique de Météo-France la plus proche, « Albi », sur la commune du Sequestre à 18 km à vol d'oiseau, est de 13,8 °C et le cumul annuel moyen de précipitations est de 733,9 mm. 
La température maximale relevée sur cette station est de 42,3 °C, atteinte le 23 août 2023 ; la température minimale est de −20,4 °C, atteinte le 16 janvier 1985,,.
Les paramètres climatiques de la commune ont été estimés pour le milieu du siècle (2041-2070) selon différents scénarios d'émission de gaz à effet de serre à partir des nouvelles projections climatiques de référence DRIAS-2020. Ils sont consultables sur un site dédié publié par Météo-France en novembre 2022.

### Milieux naturels et biodiversité

#### Espaces protégés
La protection réglementaire est le mode d’intervention le plus fort pour préserver des espaces naturels remarquables et leur biodiversité associée,.
Un  espace protégé est présent sur la commune : 
la réserve naturelle régionale du massif du Pibeste-Aoulhet, classée en 2012 et d'une superficie de 5 119,4 ha, qui présente une exceptionnelle diversité de végétation avec 850 espèces végétales recensées,.

#### Zones naturelles d'intérêt écologique, faunistique et floristique

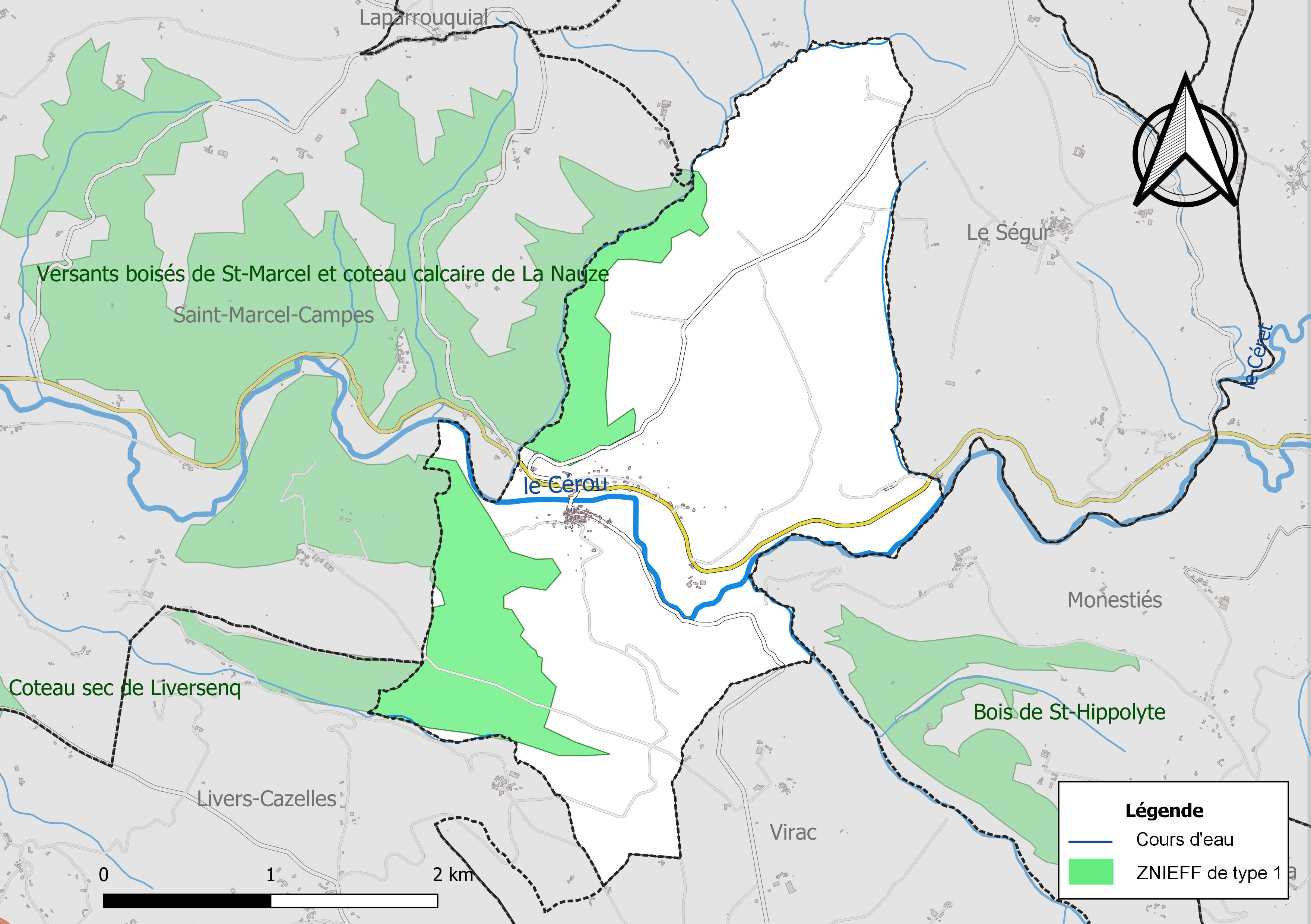
Carte de la ZNIEFF de type 1 localisée sur la commune.

L’inventaire des zones naturelles d'intérêt écologique, faunistique et floristique (ZNIEFF) a pour objectif de réaliser une couverture des zones les plus intéressantes sur le plan écologique, essentiellement dans la perspective d’améliorer la connaissance du patrimoine naturel national et de fournir aux différents décideurs un outil d’aide à la prise en compte de l’environnement dans l’aménagement du territoire.
Une ZNIEFF de type 1 est recensée sur la commune :
les « versants boisés de St-Marcel et coteau calcaire de la Nauze » (729 ha), couvrant 4 communes du département.

## Urbanisme

### Typologie
Au 1er janvier 2024, Salles est catégorisée commune rurale à habitat très dispersé, selon la nouvelle grille communale de densité à sept niveaux définie par l'Insee en 2022.
Elle est située hors unité urbaine et hors attraction des villes,.

### Occupation des sols
L'occupation des sols de la commune, telle qu'elle ressort de la base de données européenne d’occupation biophysique des sols Corine Land Cover (CLC), est marquée par l'importance des territoires agricoles (72,3 % en 2018), une proportion identique à celle de 1990 (72,3 %). La répartition détaillée en 2018 est la suivante : 
terres arables (48,3 %), forêts (27,7 %), zones agricoles hétérogènes (12,8 %), prairies (11,3 %). L'évolution de l’occupation des sols de la commune et de ses infrastructures peut être observée sur les différentes représentations cartographiques du territoire : la carte de Cassini (XVIIIe siècle), la carte d'état-major (1820-1866) et les cartes ou photos aériennes de l'IGN pour la période actuelle (1950 à aujourd'hui).

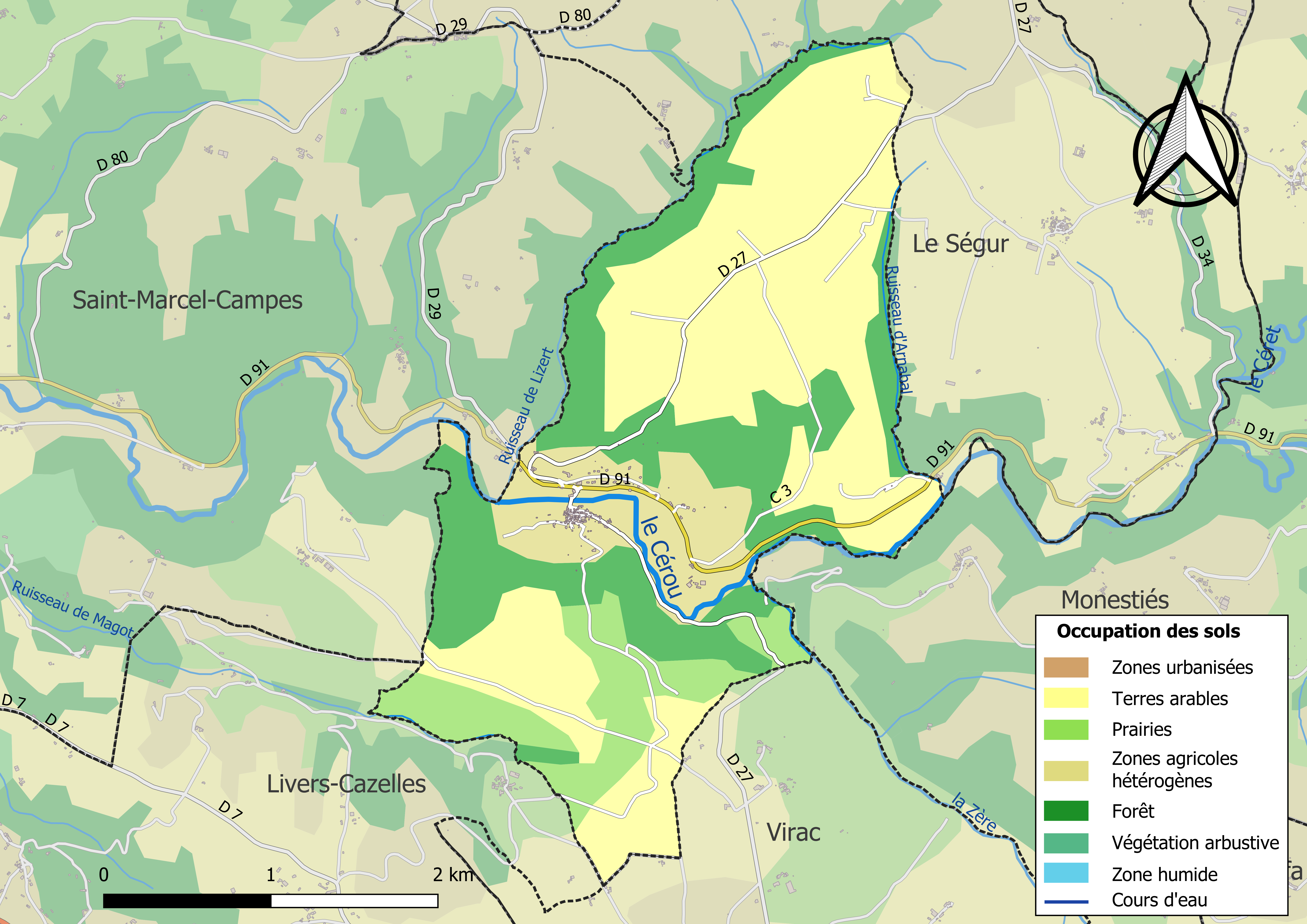
Carte des infrastructures et de l'occupation des sols de la commune en 2018 (CLC).

### Risques majeurs
Le territoire de la commune de Salles est vulnérable à différents aléas naturels : météorologiques (tempête, orage, neige, grand froid, canicule ou sécheresse), inondations, feux de forêts, mouvements de terrains et séisme (sismicité très faible). Il est également exposé à deux risques technologiques, le transport de matières dangereuses et la rupture d'un barrage, et à un risque particulier : le risque de radon. Un site publié par le BRGM permet d'évaluer simplement et rapidement les risques d'un bien localisé soit par son adresse soit par le numéro de sa parcelle.

#### Risques naturels
Certaines parties du territoire communal sont susceptibles d’être affectées par le risque d’inondation par débordement de cours d'eau, notamment le Cérou. La cartographie des zones inondables en ex-Midi-Pyrénées réalisée dans le cadre du XIe Contrat de plan État-région, visant à informer les citoyens et les décideurs sur le risque d’inondation, est accessible sur le site de la DREAL Occitanie. La commune a été reconnue en état de catastrophe naturelle au titre des dommages causés par les inondations et coulées de boue survenues en 1982, 1992, 1994, 1996, 2003, 2009 et 2021,.
Salles est exposée au risque de feu de forêt. En 2022, il n'existe pas de Plan de Prévention des Risques incendie de forêt (PPRif). Le débroussaillement aux abords des maisons constitue l’une des meilleures protections pour les particuliers contre le feu,.

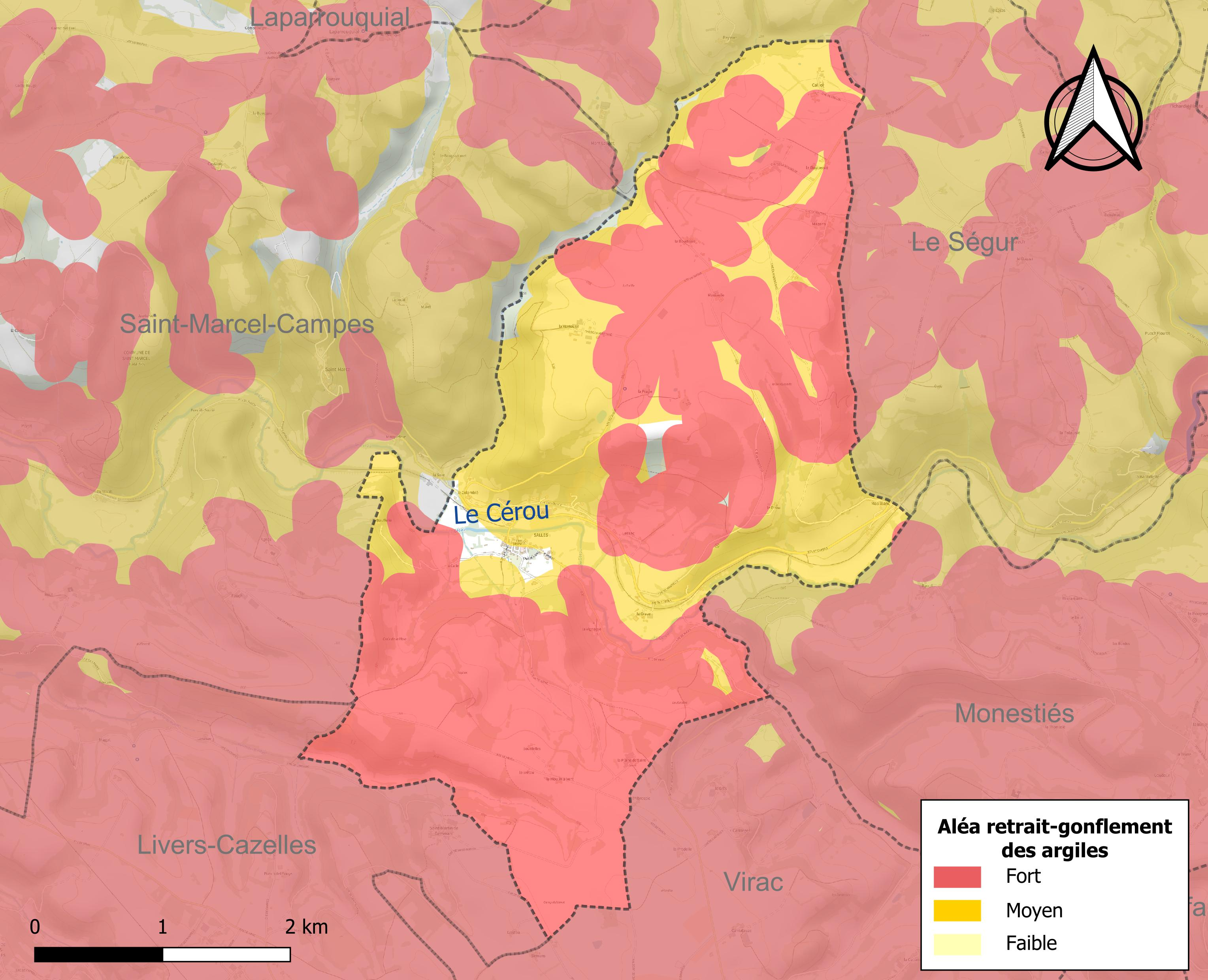
Carte des zones d'aléa retrait-gonflement des sols argileux de Salles.

La commune est vulnérable au risque de mouvements de terrains constitué principalement du retrait-gonflement des sols argileux. Cet aléa est susceptible d'engendrer des dommages importants aux bâtiments en cas d’alternance de périodes de sécheresse et de pluie. 97,9 % de la superficie communale est en aléa moyen ou fort (76,3 % au niveau départemental et 48,5 % au niveau national). Sur les 121 bâtiments dénombrés sur la commune en 2019, 84 sont en aléa moyen ou fort, soit 69 %, à comparer aux 90 % au niveau départemental et 54 % au niveau national. Une cartographie de l'exposition du territoire national au retrait gonflement des sols argileux est disponible sur le site du BRGM,.
Par ailleurs, afin de mieux appréhender le risque d’affaissement de terrain, l'inventaire national des cavités souterraines permet de localiser celles situées sur la commune.

#### Risques technologiques
Le risque de transport de matières dangereuses sur la commune est lié à sa traversée par des infrastructures routières ou ferroviaires importantes ou la présence d'une canalisation de transport d'hydrocarbures. Un accident se produisant sur de telles infrastructures est susceptible d’avoir des effets graves sur les biens, les personnes ou l'environnement, selon la nature du matériau transporté. Des dispositions d’urbanisme peuvent être préconisées en conséquence.
La commune est en outre située en aval d'un barrage de classe A. À ce titre elle est susceptible d’être touchée par l’onde de submersion consécutive à la rupture de cet ouvrage.

#### Risque particulier
Dans plusieurs parties du territoire national, le radon, accumulé dans certains logements ou autres locaux, peut constituer une source significative d’exposition de la population aux rayonnements ionisants. Certaines communes du département sont concernées par le risque radon à un niveau plus ou moins élevé. Selon la classification de 2018, la commune de Salles est classée en zone 3, à savoir zone à potentiel radon significatif.

## Politique et administration
| Période                                  | Période        | Identité       | Étiquette | Qualité |
| ---------------------------------------- | -------------- | -------------- | --------- | ------- |
| avant 1988                               | septembre 2015 | Henri Barrou   |           |         |
| septembre 2015                           | En cours       | Thierry Douzal |           |         |
| Les données manquantes sont à compléter. |                |                |           |         |

Le 1er janvier 2022, elle quitte la communauté de communes Carmausin-Ségala pour la communauté de communes du Cordais et du Causse.

## Population et société

### Démographie
L'évolution du nombre d'habitants est connue à travers les recensements de la population effectués dans la commune depuis 1793. Pour les communes de moins de 10 000 habitants, une enquête de recensement portant sur toute la population est réalisée tous les cinq ans, les populations de référence des années intermédiaires étant quant à elles estimées par interpolation ou extrapolation. Pour la commune, le premier recensement exhaustif entrant dans le cadre du nouveau dispositif a été réalisé en 2004.

En 2022, la commune comptait 196 habitants, en évolution de +7,69 % par rapport à 2016 (Tarn : +2,52 %, France hors Mayotte : +2,11 %).
| 1793 | 1800 | 1806 | 1821 | 1831 | 1836 | 1841 | 1846 | 1851 |
| ---- | ---- | ---- | ---- | ---- | ---- | ---- | ---- | ---- |
| 408  | 356  | 424  | 454  | 439  | 486  | 515  | 523  | 527  |

| 1856 | 1861 | 1866 | 1872 | 1876 | 1881 | 1886 | 1891 | 1896 |
| ---- | ---- | ---- | ---- | ---- | ---- | ---- | ---- | ---- |
| 517  | 521  | 485  | 507  | 540  | 509  | 505  | 453  | 415  |

| 1901 | 1906 | 1911 | 1921 | 1926 | 1931 | 1936 | 1946 | 1954 |
| ---- | ---- | ---- | ---- | ---- | ---- | ---- | ---- | ---- |
| 343  | 329  | 310  | 283  | 266  | 297  | 265  | 250  | 278  |

| 1962 | 1968 | 1975 | 1982 | 1990 | 1999 | 2004 | 2006 | 2009 |
| ---- | ---- | ---- | ---- | ---- | ---- | ---- | ---- | ---- |
| 271  | 225  | 199  | 207  | 199  | 174  | 185  | 192  | 193  |

| 2014 | 2019 | 2022 | - | - | - | - | - | - |
| ---- | ---- | ---- | - | - | - | - | - | - |
| 184  | 195  | 196  | - | - | - | - | - | - |

### Manifestations culturelles et festivités

#### Festivités
- Le 1er mai : Festival de la pierre (Festival de la pierre de Salles)

### Sports et loisirs

#### Randonnées
- Chemin de la Vallée de la Zère ;
- Circuit de la Vallée de la Croisade.

## Économie

### Revenus
En 2018, la commune compte 80 ménages fiscaux, regroupant 165 personnes. La médiane du revenu disponible par unité de consommation est de 20 210 € (20 400 € dans le département).

### Emploi
|                | 2008  | 2013  | 2018 |
| -------------- | ----- | ----- | ---- |
| Commune        | 6,7 % | 5,8 % | 12 % |
| Département    | 8,2 % | 9,9 % | 10 % |
| France entière | 8,3 % | 10 %  | 10 % |

En 2018, la population âgée de 15 à 64 ans s'élève à 97 personnes, parmi lesquelles on compte 81 % d'actifs (69 % ayant un emploi et 12 % de chômeurs) et 19 % d'inactifs,. En  2018, le taux de chômage communal (au sens du recensement) des 15-64 ans est supérieur à celui du département et de la France, alors qu'en 2008 la situation était inverse.
La commune est hors attraction des villes,. Elle compte 42 emplois en 2018, contre 33 en 2013 et 49 en 2008. Le nombre d'actifs ayant un emploi résidant dans la commune est de 67, soit un indicateur de concentration d'emploi de 62,7 % et un taux d'activité parmi les 15 ans ou plus de 45,3 %.
Sur ces 67 actifs de 15 ans ou plus ayant un emploi, 23 travaillent dans la commune, soit 35 % des habitants. Pour se rendre au travail, 76,8 % des habitants utilisent un véhicule personnel ou de fonction à quatre roues, 4,3 % les transports en commun, 1,4 % s'y rendent en deux-roues, à vélo ou à pied et 17,4 % n'ont pas besoin de transport (travail au domicile).

### Activités hors agriculture
19 établissements sont implantés  à Salles au 31 décembre 2019.
Le secteur des activités spécialisées, scientifiques et techniques et des activités de services administratifs et de soutien est prépondérant sur la commune puisqu'il représente 26,3 % du nombre total d'établissements de la commune (5 sur les 19 entreprises implantées  à Salles), contre 13,8 % au niveau départemental.

### Agriculture
La commune est dans le Segala, une petite région agricole située dans le nord-est du département du Tarn. C’est la relative pauvreté du sol de cette région où ne poussait jadis que le seigle qui a donné son nom à cette aire géographique. Situé en moyenne altitude, le Ségala s’étend sur des territoires vallonnés et riches en schiste. En 2020, l'orientation technico-économique de l'agriculture  sur la commune est l'élevage d'équidés et/ou d' autres herbivores.
|               | 1988 | 2000 | 2010 | 2020 |
| ------------- | ---- | ---- | ---- | ---- |
| Exploitations | 19   | 11   | 12   | 12   |
| SAU (ha)      | 456  | 425  | 407  | 369  |

Le nombre d'exploitations agricoles en activité et ayant leur siège dans la commune est passé de 19 lors du recensement agricole de 1988  à 11 en 2000 puis à 12 en 2010 et enfin à 12 en 2020, soit une baisse de 37 % en 32 ans. Le même mouvement est observé à l'échelle du département qui a perdu pendant cette période 58 % de ses exploitations,. La surface agricole utilisée sur la commune a également diminué, passant de 456 ha en 1988 à 369 ha en 2020. Parallèlement la surface agricole utilisée moyenne par exploitation a augmenté, passant de 24 à 31 ha.

## Culture locale et patrimoine

### Lieux et monuments
- Église Saint-Sauveur de Salles du XIIIe siècle avec trois chapiteaux romans historiés et quatre statues en bois polychrome du XVIe siècle représentant quatre des vertus cardinales et théologale (justice, espérance, force, charité) et provenant probablement de l'ancien buffet de l'orgue de la cathédrale d'Albi. L'édifice a été inscrit au titre des monuments historiques en 1970[39]. Plusieurs objets sont référencés dans la base Palissy (voir les notices liées)[39].

### Personnalités liées à la commune
- Imbert de Salles.